# Regionalna vojna
Regionalna vojna je vojna, v katero je vpletenih več držav iz iste geografske regije.

## Seznam regionalnih vojn
- balkanski vojni